# 馬諾馬河
49°19′27″N 136°36′40″E / 49.32417°N 136.61111°E
馬諾馬河（俄语：Манома），是俄羅斯的河流，位於該國東部哈巴羅夫斯克邊疆區，屬於阿紐伊河的支流，發源自錫霍特山脈，流經伯力和阿穆爾河畔共青城，河道全長198公里，流域面積2,459平方公里。